# Spejderklinten
Spejderklinten er et spejdercenter i Midtjylland, som ligger i naturskønne omgivelser ned til Lovns Bredning nord for Viborg.
De grønne pigespejdere ejer og administrerer centret, men det er åbent for alle både til udlejning og når der afholdes lejre.
Spejderklinten er på 40 hektar, hvoraf de 13 kan lejes. På arealet findes flere mindre bygninger som f.eks. stabshus, toiletbygninger og sheltere.
Spejderklinten udvikles og vedligeholdes ved de frivillige medhjælperes (Klintefolket) hjælp. Klintefolket afholder også centerlejre og en MUS-lejr hvert år i pinsen.
Fra 1992 til 2007 har De grønne pigespejdere afholdt landslejr på Spejderklinten hvert femte år.
| Spejderklinten     |                             |
| ------------------ | --------------------------- |
| Ejer               | De grønne pigespejdere      |
| Adresse            | Sundstrupvej 20, 8832 Skals |
| Areal              | 40 ha                       |
| Hjemmeside         | http://spejderklinten.dk/   |
| Centermedarbejdere | Klintefolket                |
| Tørklæde           | Sort og ternet              |